# Schwandt (Gemeinden Freistadt, Waldburg)
Schwandt im Mühlviertel in Oberösterreich ist eine Katastralgemeinde der Gemeinde Waldburg und Ortslage der Stadt Freistadt, beide im Bezirk Freistadt.

## Geographie
Schwandt liegt direkt nordwestlich von Freistadt, und umfasst die Nordosthälfte der Gemeinde Waldburg, das sind alle Gebiete links des Kronbachs und der unteren Jaunitz. Das Katastralgebiet erstreckt sich langgezogen über eine Länge von über 6½ Kilometer, und umfasst knapp 1040 Hektar, etwa 120 Gebäude mit über 400 Einwohnern.
Zur Katastralgemeinde gehören – Jaunitzabwärts – die Ortschaften Freudenthal, Oberschwandt, Unterschwandt und Sankt Peter – letzterer Ort hat heute auch Anteile in Freistadt, die zur einzigen Katastralgemeinde Freistadt gehören, aber beim Zählsprengel Trölsberg-Schwandt gezählt werden, sodass der Ortsname auch in dieser Gemeinde vorkommt.
Die Jaunitz oberhalb der Kronbachmündung durchquert das Katastralgebiet.
Nachbarkatastralgemeinden
Nachbarorte
| Reichenthal (Gem., Bez. Urfahr-Umgebung) | Summerau (Gem. Rainbach i.Mkr.)             |                                 |
|                                          | Kompassrose, die auf Nachbargemeinden zeigt | Rainbach (Gem. Rainbach i.Mkr.) |
| Waldburg                                 |                                             | Freistadt (Gem.)                |

## Geschichte und Infrastruktur
Das früheste Schriftzeugnis ist von 1262 und lautet „Swant“. Es liegt mittelhochdeutsch swant (Rodung) zugrunde.
In den 1820ern wurde die Steuergemeinde Schwant geschaffen (Lagebuch ab 1787/88), sie gehörte seinerzeit als einer von sechs Gemeinden zum Distriktskommissariat Waldenfels.
Nach der Revolution 1848/49 und der Aufhebung der Grundherrschaft wurde sie auch eine (politische) Ortsgemeinde. Schon 1875 erfolgte der Zusammenschluss der Gemeinden Waldburg und Schwant.

1938, zur Zeit des Anschlusses, als allerorten in Österreich Großgemeinden geschaffen wurde, wurde das Gemeindegebiet Freistadts im Süden und Südwesten vergrößert, womit auch die südöstlichen Ortsteile von St. Peter zur Stadt kamen.
1830–32 wurde hier die Pferdeeisenbahn Budweis (České Budějovice) – Linz entlang der Jaunitz gebaut, hier befand sich die Ausweiche 11, Mittelstation Oberschwand. Seit 1873 fährt hier die Summerauer Bahn, hat aber heute keinen Haltepunkt: Der Bahnhof Freistadt liegt aber gleich südlich der Katastralgrenze.
1912 wurde die Freiwillige Feuerwehr Schwandt begründet (heute Schwandt-Freudenthal).
Die alte Leonfelden–Freistädter Bezirksstraße, die im Süden das Gebiet durchquert, war ab 1932 die B 128 Sternwald Straße und ist heute die B 38 Böhmerwald Straße.

## Nachweise
1. ↑  Benedikt Pillwein (Hrsg.): Geschichte, Geographie und Statistik des Erzherzogthums Oesterreich ob der Enns und des Herzogthums Salzburg. Mit einem Register, welches zugleich das topographische und genealogische Lexikon ist und der Kreiskarte versehen. Geographisch-historisch-statistisches Detail nach Distrikts-Kommissariaten. 1. Auflage. Erster Theil: Der Mühlkreis. Joh. Christ. Quandt, Linz 1827, 34 Distrikts-Kommissariat Waldenfels, S. 418 ff. (Google eBook – aber ohne nähere Beschreibung). 2. Auflage 1843 (Google Book)
2. ↑  Wilhelm Rausch, Hermann Rafetseder; Österreichischer Arbeitskreis für Stadtgeschichtsforschung, Ludwig Boltzmann-Institut für Stadtgeschichtsforschung (Mitarb.): Gebiets- und Namensänderungen der Stadtgemeinden Österreichs seit der Mitte des 19. Jahrhunderts. Hrsg.: Hermann Rafetseder. Band 2 von Forschungen zur Geschichte der Städte und Märkte Österreichs. Österreichischer Arbeitskreis für Stadtgeschichtsforschung und Ludwig-Boltzmann-Institut für Stadtgeschichtforschung, 1989, ISBN 978-3-900387-22-8, S. 108.
Eisenbahn, Wasserleitung, Gas (Memento des Originals vom 23. Februar 2014 im Internet Archive)  Info: Der Archivlink wurde automatisch eingesetzt und noch nicht geprüft. Bitte prüfe Original- und Archivlink gemäß Anleitung und entferne dann diesen Hinweis., Stadtarchiv Freistadt, S. 44 (pdf; 219 kB).
3. ↑  Johann Pammer, Oberösterreichisches Landesarchiv: Steueramtsarchiv Freistadt (Memento des Originals vom 15. Januar 2016 im Internet Archive)  Info: Der Archivlink wurde automatisch eingesetzt und noch nicht geprüft. Bitte prüfe Original- und Archivlink gemäß Anleitung und entferne dann diesen Hinweis.. Linz 1996 (pdf; 30 kB).